# آلن اسکات (بازیکن فوتبال)
آلن اسکات (انگلیسی: Allan Scott؛ زادهٔ ۱۷ اوت ۱۹۱۰) بازیکن فوتبال اهل بریتانیا است.
از باشگاه‌هایی که در آن بازی کرده‌است می‌توان به باشگاه فوتبال لیورپول، باشگاه فوتبال گیلینگام، و باشگاه فوتبال سوئیندون تاون اشاره کرد.